# Seniorat Teksas diecezji Buffalo-Pittsburgh PNKK
Seniorat Teksas (Texas Seniorate) – seniorat (dekanat) diecezji Buffalo-Pittsburgh Polskiego Narodowego Kościoła Katolickiego w USA i Kanadzie położony w Stanach Zjednoczonych Ameryki Północnej. Wszystkie parafie senioratu znajdują się w stanie Teksas. Seniorem (dziekanem) senioratu jest ks. Augustyn Sicard z San Antonio.

## Parafie senioratu Teksas
- Parafia Najświętszego Serca Jezusa i Maryi Panny w Dallas, proboszcz: ks. sen. Augustyn Sicard
- Parafia Niepokalanego Poczęcia Najświętszej Maryi Panny w San Antonio, proboszcz: ks. Karol Henderson
- Parafia św. Marcina i św. Róży w San Antonio, proboszcz: ks. sen. Augustyn Sicard